# Greenleaf Whittier Pickard
Greenleaf Whittier Pickard (* 14. Februar 1877; † 8. Januar 1956) war ein US-amerikanischer Ingenieur und Pionier der frühen Funk- und Radiotechnik. Er erkannte, dass Gebäude und andere Objekte Radiowellen reflektieren können.
Außerdem entdeckte er bei Forschungen mit Kristallen als Empfängern, dass Elemente mit Kristallstruktur wie Silizium die besten Halbleitereigenschaften haben.
Am 30. August 1906 meldete er das erste Patent für eine Siliziumdiode an. Die Funktionsweise von Halbleiterbauelementen wurde allerdings erst viel später erkannt.
1930 wurde Pickard in die American Academy of Arts and Sciences gewählt.